# 版马瓦底海军基地总部
版马瓦底海军基地总部，是位于海基岛的一个缅甸海军军事基地总部。该基地在巡逻伊洛瓦底江三角洲河流和守卫科科群岛方面发挥着重要的战略作用，科科群岛是信号情报部门的所在地，负责监视东印度洋的船只动向，特别是孟加拉湾和马六甲海峡之间的航线。2018年时的司令为海军准将觉瑞吞。

## 概述
1992年，缅甸国家恢复法律与秩序委员会透露，海基岛基地是缅甸政府在全面评估缅甸战略弱点后推出的海军扩张计划的一部分。它被描述为“海军设施”、“海军站”或“区域性海军总部”。据《缅甸新光》报，所有这些名称似乎都是正确的，因为岛上的海军基地也是版马瓦底海军基地总部。对该基地的初步描述都一致认为，该基地的建设得到了中国的财政或技术援助。1993年印度新德里出版的《SP军事年鉴》（SP’s Military Yearbook）认为，建设海基岛基地的主要目的是“对东盟地区和国际航道实施间接控制”；此外，该军事基地可能会驻扎中国的军事力量，它将“使中国能够进入整个印度洋，并积极推行通过枪杆子决定的经济政策”。
2008年纳尔吉斯飓风席卷伊洛瓦底江三角洲地区时袭击了该基地，摧毁了军事建筑和一个侦察站。